# Phyllopteryx taeniolatus
El dragón marino común (Phyllopteryx taeniolatus) es un pez marino de la familia Syngnathidae. 
Desarrolla cripsis parecida al dragón marino foliado Phycodurus eques. De acuerdo con el biólogo marino Greg Rouse, podría ser que ambas spp. sean la misma (nov. 2006), aunque, tanto el Registro Mundial de Especies Marinas, como FishBase, o la Lista Roja de Especies Amenazadas, los consideran como géneros y especies diferentes.
Este dragón es el emblema acuático del Estado de Victoria.

## Morfología
Su cuerpo es alargado, con placas óseas, y el hocico es alargado, como los caballitos de mar, pero su cola no es prensil como en estos. Tienen unas extensiones en el cuerpo con forma de hojas, que les sirven de camuflaje, y pequeñas espinas como protección. Su larga aleta dorsal y las pequeñas aletas pectorales le sirven para balancear la locomoción. Los ejemplares adultos tienen un color rojizo, con marcas amarillas y púrpuras. Los machos tienen el cuerpo más estrecho y oscuro que las hembras. 
Miden hasta 46 cm de longitud.

## Reproducción
Son ovovivíparos. Los machos tienen una bolsa incubadora bajo la cola, dónde fertilizan e incuban los huevos durante un mes. La cantidad de huevos es de unos 120.
Alcanzan la madurez con 30-32 cm de longitud.

## Alimentación
Comen pequeños crustáceos, como mysis y anfipodos del zooplancton, que absorben con su hocico.

## Hábitat y distribución
Habitan arrecifes rocosos con kelp u otras macroalgas, así como en parches adyacentes de arena. También se ha observado que vive en asociación con esponjas.
Estos dragones están bien camuflados para el ambiente donde se mueven: lechos marinos con muchas plantas acuáticas.
Se encuentra en aguas de 0 a 50 m de profundidad.
Se distribuye a lo largo de la línea costera sur de Australia, aproximadamente entre Puerto Stephens, New South Wales y Geraldton, Australia Occidental, así como en Tasmania. 

## Cautividad
El Aquario del Pacífico en Long Beach, California; el Acuario Melbourne de Australia, el oceanario de Lisboa, el Aquarium de Barcelona y el Oceanográfico de la Ciudad de las Artes y las Ciencias de Valencia son algunos de los lugares donde se mantiene esta especie en cautiverio. 

## Galería

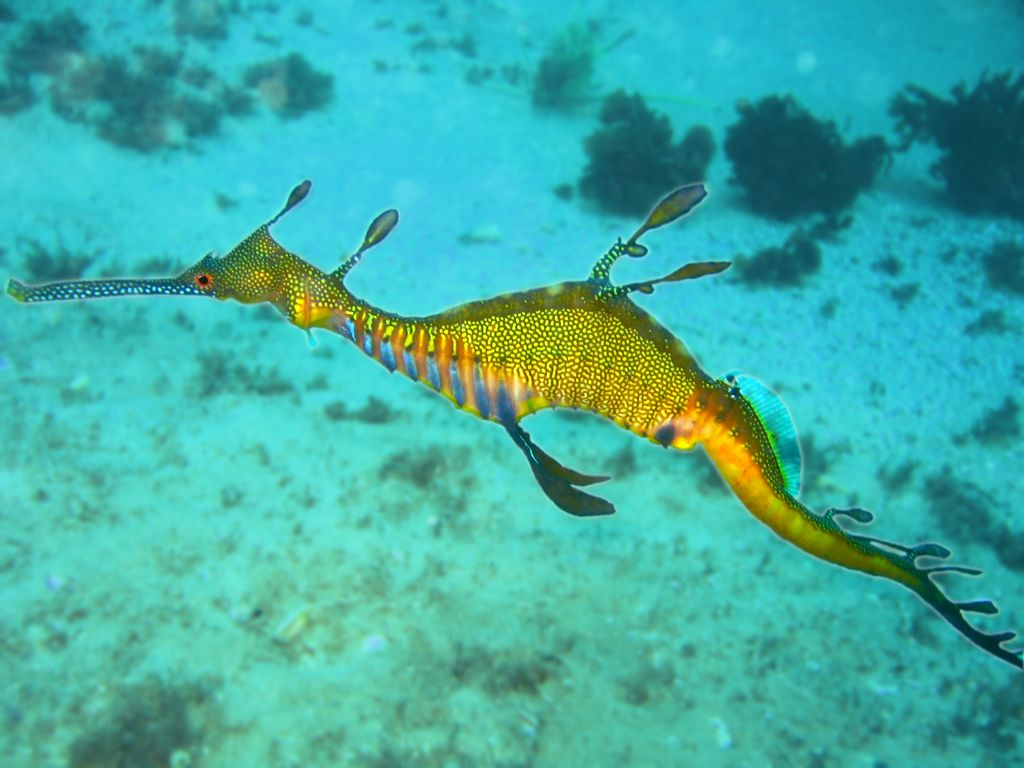
En Cabbage Tree Bay, Sydney, Australia
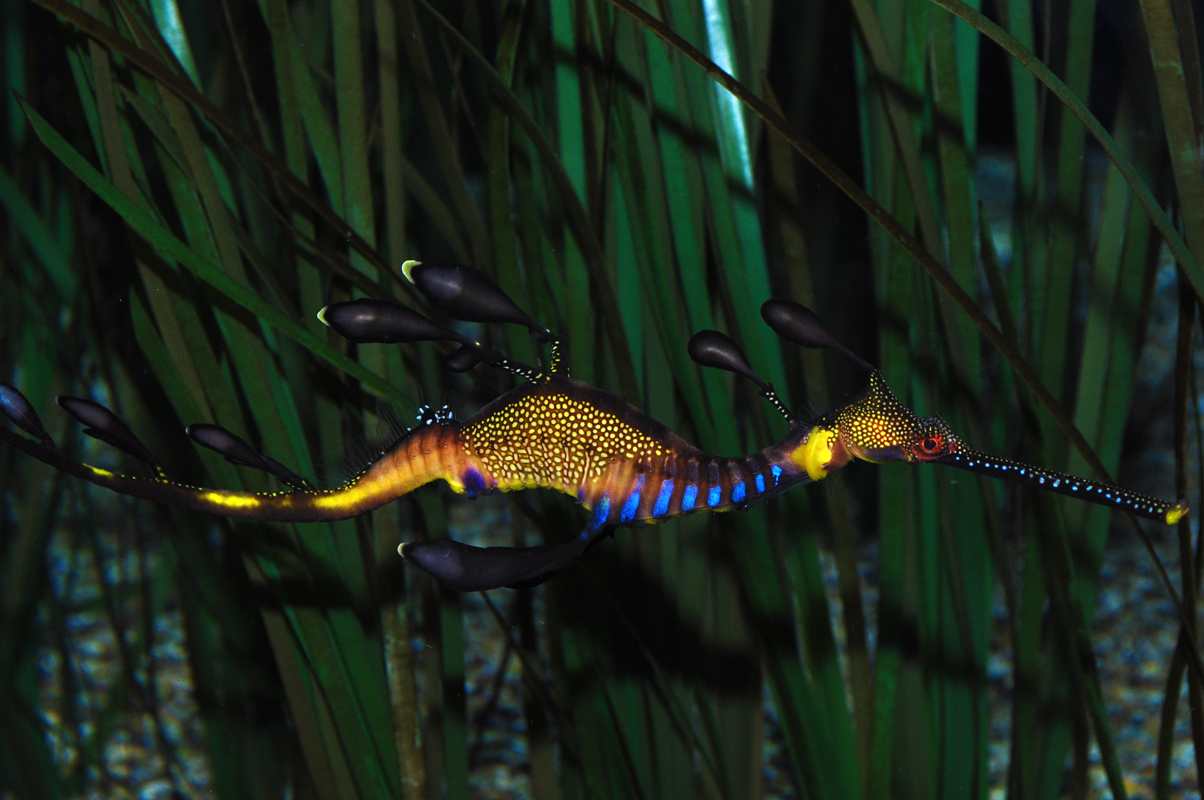
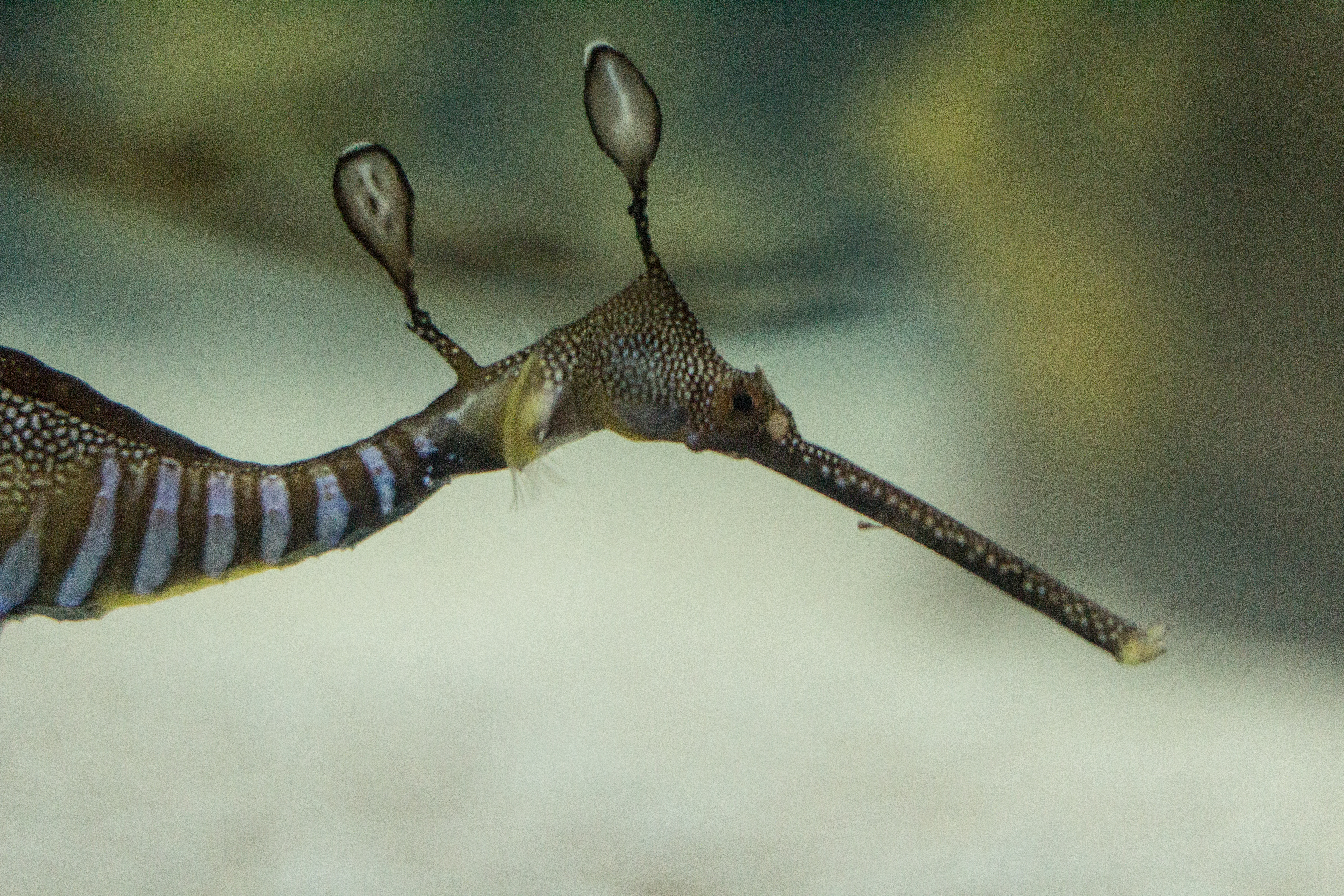
Detalle de cabeza, Oceanário de Lisboa, Portugal
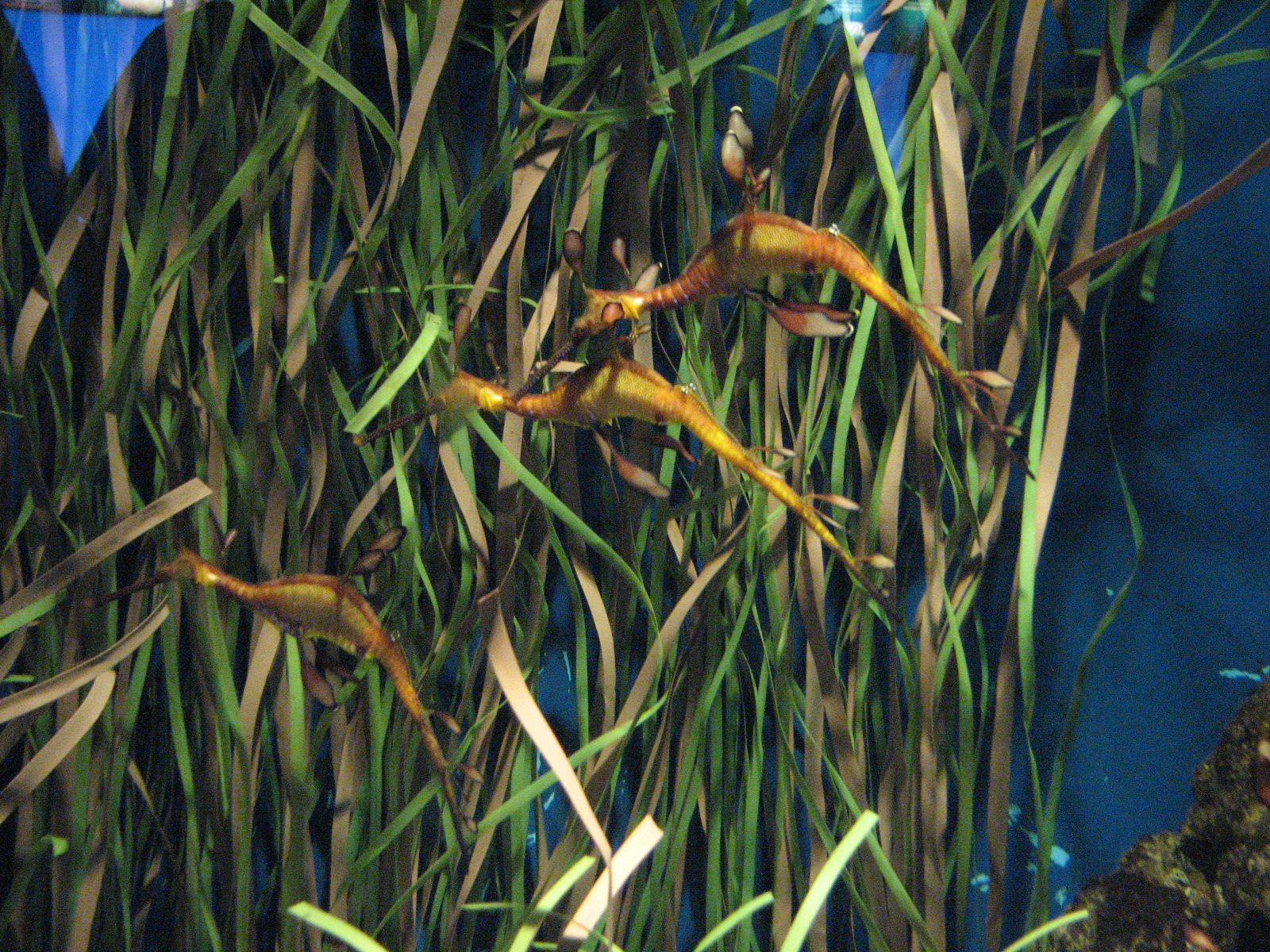
En el acuario de Barcelona, España
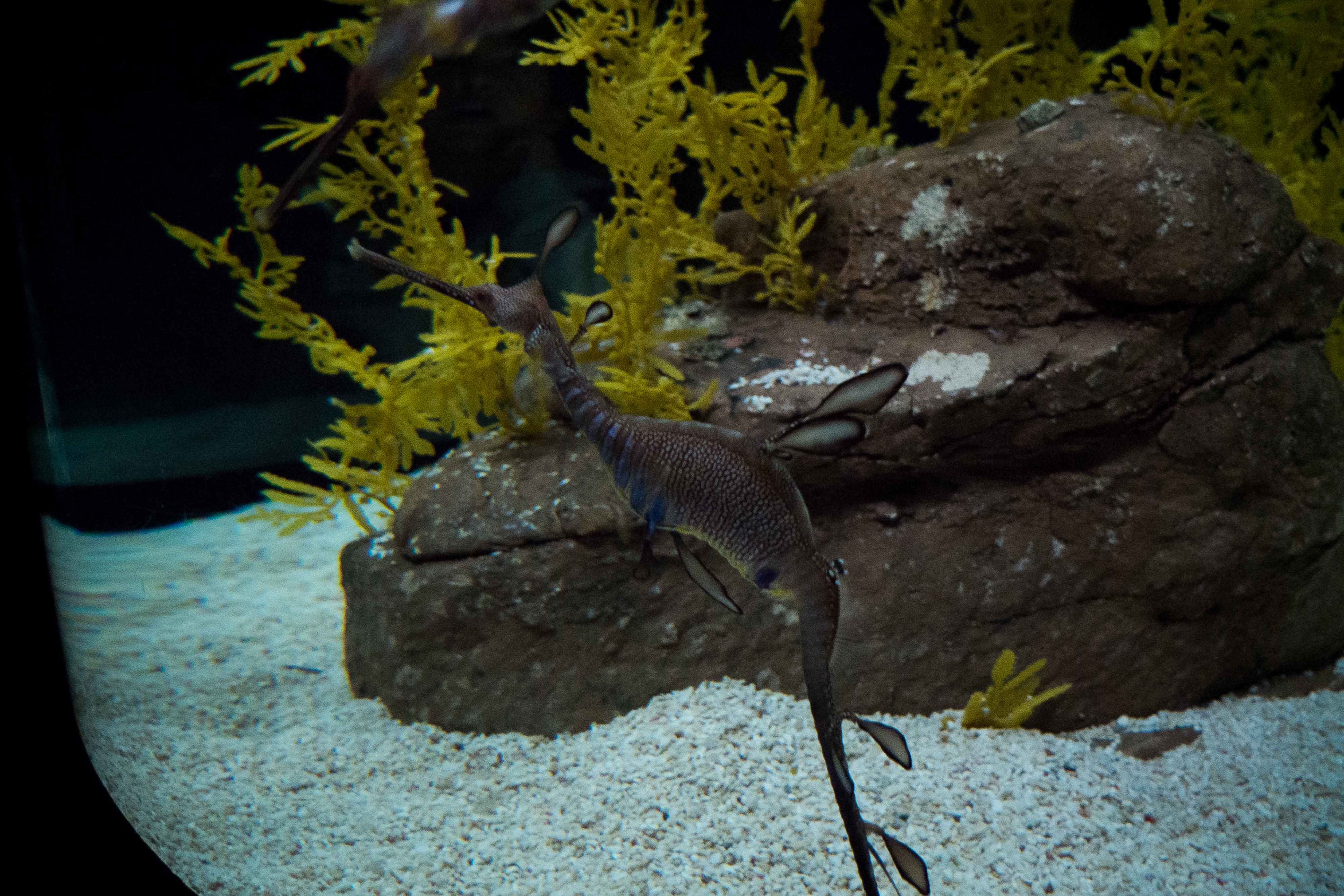
En el Oceanário de Lisboa, Portugal
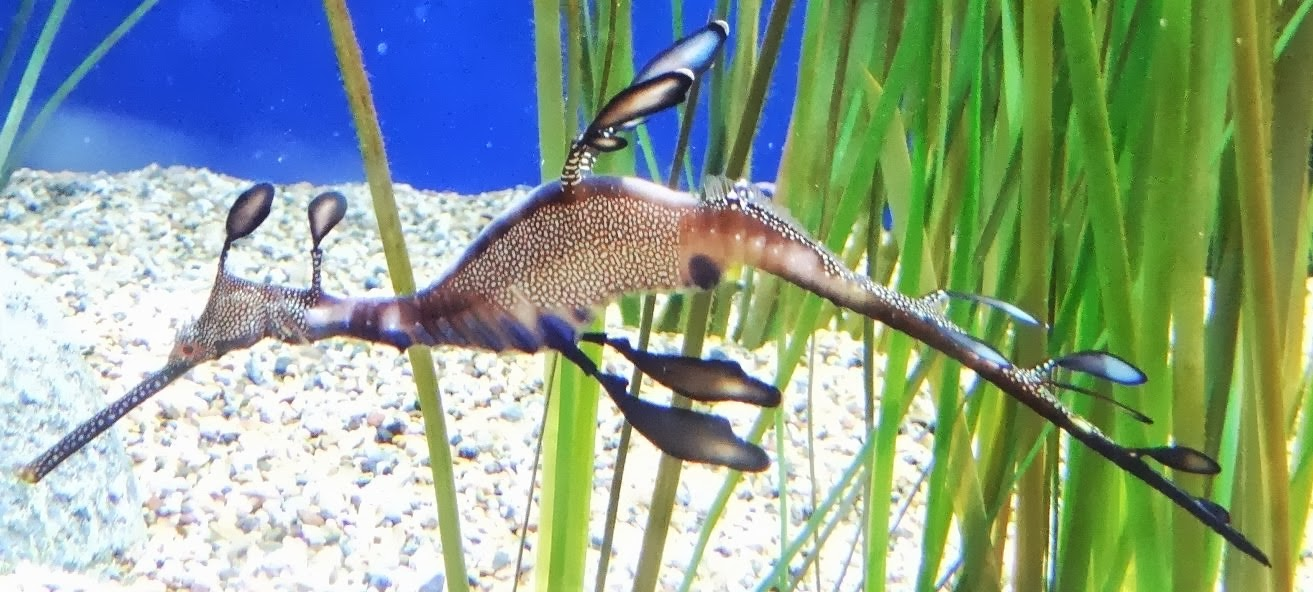